# Данилюк Архип Григорович

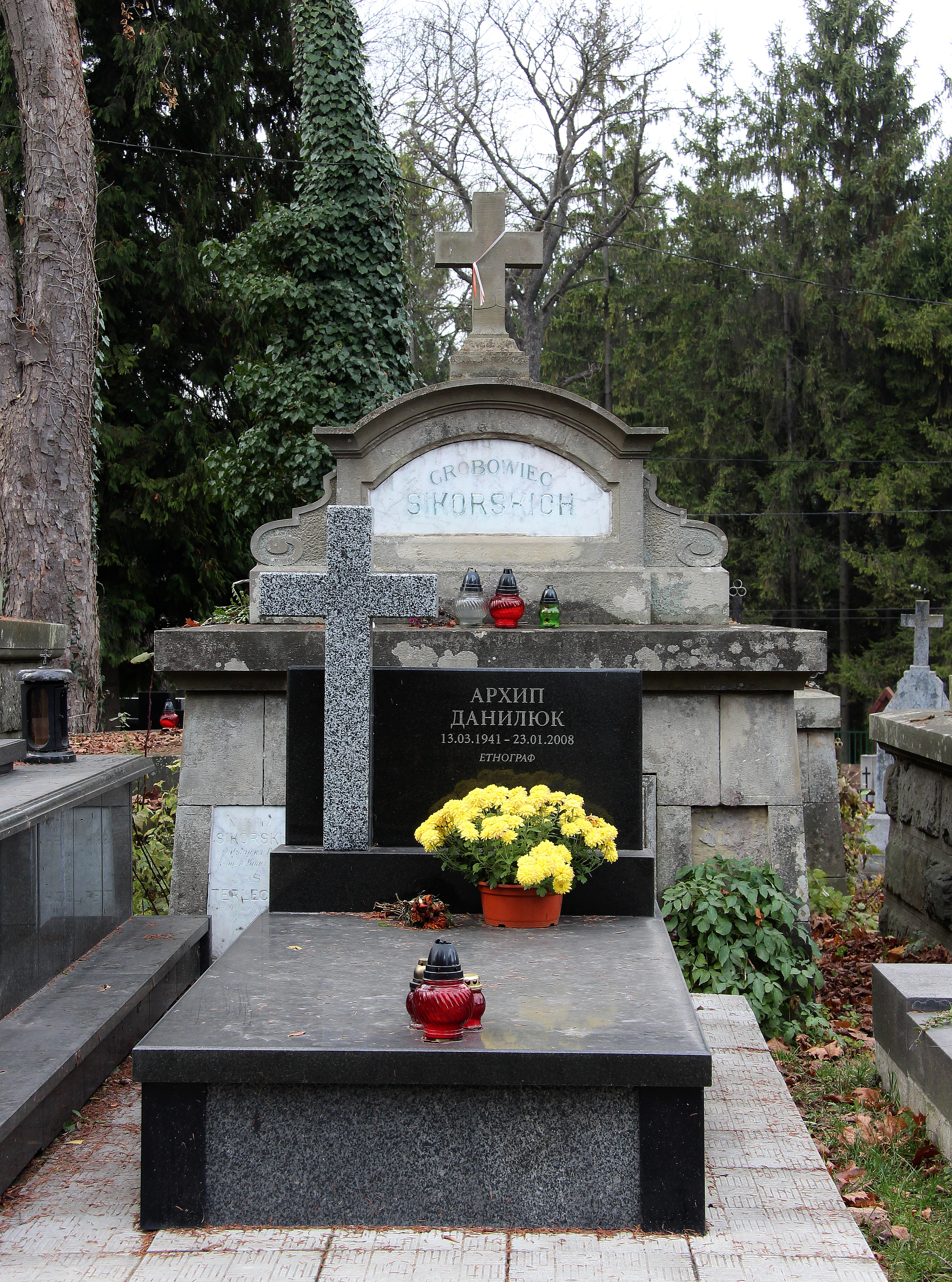

Архи́п Григо́рович Данилю́к (13 березня 1941, с. Згорани Любомльського району Волинської області — 23 січня 2008, м. Львів) — український етнограф, географ-краєзнавець, музеолог. Лауреат Всеукраїнської премії імені Павла Чубинського.

## Життєпис
У 1965 році закінчив Львівський університет, почав працювати у відділі народного будівництва музею народної архітектури та побуту у Львові. Здійснив експедиції до сотні сіл Західної України. Доклався до формування значної частини музеалій скансену. Провідний науковий співробітник музею, якийсь час його директор.
Від початку 1990-х років співробітник кафедри географії України географічного факультету Львівського національного університету імені Івана Франка, спершу за сумісництвом, а згодом на основній роботі — доцент. Захистив кандидатську дисертацію. Читав навчальні курси лекцій для студентів: «Етнографія України», «Краєзнавство», «Історико-культурні ресурси України» тощо. Працював над розвитком наукового напряму «географічного краєзнавства».
Похований на 78 полі Личаківського кладовища)

## Доробок
Автор понад 500 наукових праць.

### Книги
- «Українська хата». — Київ: Наукова думка, 1991. — 108 с.
- «Поклонись народному зодчому». Етнографічні нариси про народну архітектуру України. — Львів: Свічадо, 1995. — 45 с.
- «Скарби народної архітектури Гуцульщини». Етногр. нарис. Львів.: Логос, 2000. 135 с.
- «Волинь: Пам'ятки народної архітектури». Іст.-краєзн. ст. Луцьк: Надстир'я, 2000. 100 с.
- «Традиційна архітектура регіонів України: Полісся». Монографія — Львів: Вид. центр. ЛНУ ім. І. Франка, 2001. — 147 с.
- «Шляхами України: Етнографічний нарис». — Львів: Світ, 2003. — 250 с.
- «З глини, дерева і соломи». Етногр. нариси. — Тернопіль: Навч. книга — Богдан, 2003. — 96 с.
- «Народна архітектура Бойківщини». Житлове будівництво. — Львів: НВФ «Українські технології», 2004. — 168 с.
- «Українські скансени», Історія виникнення, експозиції, проблеми розвитку. — Тернопіль: Навч. Книга — Богдан, 2006. — 104 с.
- «Музей народної архітектури та побуту у Львові: Путівник» / А. Данилюк і ін. — Львів: Українські технології, 2007. — 40 с.

### Праці
- Архип Данилюк: бібліогр. покажч. / НАН України, Інститут народознавства, Львівська держ. обласна універсальна наукова бібліотека; упоряд. О. М. Сапіга; ред. В. В. Мельник, С. Д. Чичкевич. — Львів, 2002. — 120 с. — (Митці Львова). — ISBN 966-02-2677-2
- Архип Данилюк. Українські скансени. Історія виникнення, експозиції, проблеми розвитку. — Тернопіль: Навчальна книга — Богдан, 2006. — 104 с. [Архівовано 22 лютого 2014 у Wayback Machine.]
- Архип Данилюк. Господарські будівлі на Поліссі кінця ХІХ — початку ХХ століття[недоступне посилання з липня 2019]
- Данилюк А. Г. Народна архітектура Бойківщини. Житлове будівництво. — Львів: НВФ «Українські технології», 2004. — 168 с. [Архівовано 17 листопада 2015 у Wayback Machine.]
- Архип Данилюк Давнє народнє житлово-господарське будівництво на Заславщині // Метафора спільного дому: Заславщина багатьох культур. — Ізяслав — Острог: Видавництво Національного університету «Острозька академія», 2006. — 278 с. [Архівовано 27 квітня 2014 у Wayback Machine.]
- Архип Данилюк. Флоріан Заплетал // Будуємо інакше: Будівництво, архітектура, інтер'єри: журнал. — 2005. — № 2 [Архівовано 28 серпня 2008 у Wayback Machine.]

### Про нього
- Архип Григорович Данилюк // Офіційни сайт географічного факультету ЛНУ: Про факультет: Історія
- Михайло Рутинський. Наукова етнографічна спадщина, внесок та підходи до збереження національного етнокультурного різноманіття Архипа Данилюка
- Володимир Лис. Українська хата Архипа Данилюка // Волинь. — 17.03.2011. — № 1210. [Архівовано 17 листопада 2015 у Wayback Machine.]
- Михайло ГЛУШКО. ДОСЛІДЖЕННЯ ТРАДИЦІЙНОГО БУДІВНИЦТВА У НАУКОВОМУ ТОВАРИСТВІ ІМЕНІ ШЕВЧЕНКА (кінець XIX — початок XXI ст.) // Народознавчі зошити: наук. журн. / Нац. акад. наук України, Ін-т народознавства Нац. акад. наук України. — Львів: 2013. — Випуск 2. [Архівовано 5 березня 2016 у Wayback Machine.]